# Хомяки (Московская область)
Хомяки — деревня в Одинцовском районе Московской области, входит в городское поселение Кубинка. Население 19 человек на 2006 год, в Хомяках 3 улицы (Центральная, Зелёная, Прудная), при деревне числится 3 садовых товарищества. До 2006 года Хомяки входили в состав Крымского сельского округа.
Хомяки — самая западная деревня района, на границе с Рузским, расположенная в 20 км от Кубинки, в 1 км южнее автодороги М1 Беларусь, высота центра над уровнем моря 216 м. Ближайшие населённые пункты: Дорохово в 1,5 км севернее, Контемирово в 1,5 км западнее — обе Рузского района и Анашкино — в 2,5 км на юго-восток. На 1852 год в Хомяках числился 21 двор, 58 душ мужского пола и 74 — женского, в 1890 году — 54 человека. По Всесоюзной переписи 17 декабря 1926 года числилось 33 хозяйства и 167 жителей, на 1989 год — 21 хозяйство и 20 жителей.
Деревня сильно пострадала во время Великой Отечественной войны. Боевые действия в ходе битвы за Москву на хомяковских полях сражений проходили в конце октября—начале ноября 1941 года части 5 Армии генерал-лейтенанта Говорова. В братской могиле рядом с деревней, по разным оценкам, похоронены от 500 до 800 человек. К 70-летию победы была установлена стела и увековечены имена порядка 100 солдат.